# Hallenhockey-Bundesliga (Damen)

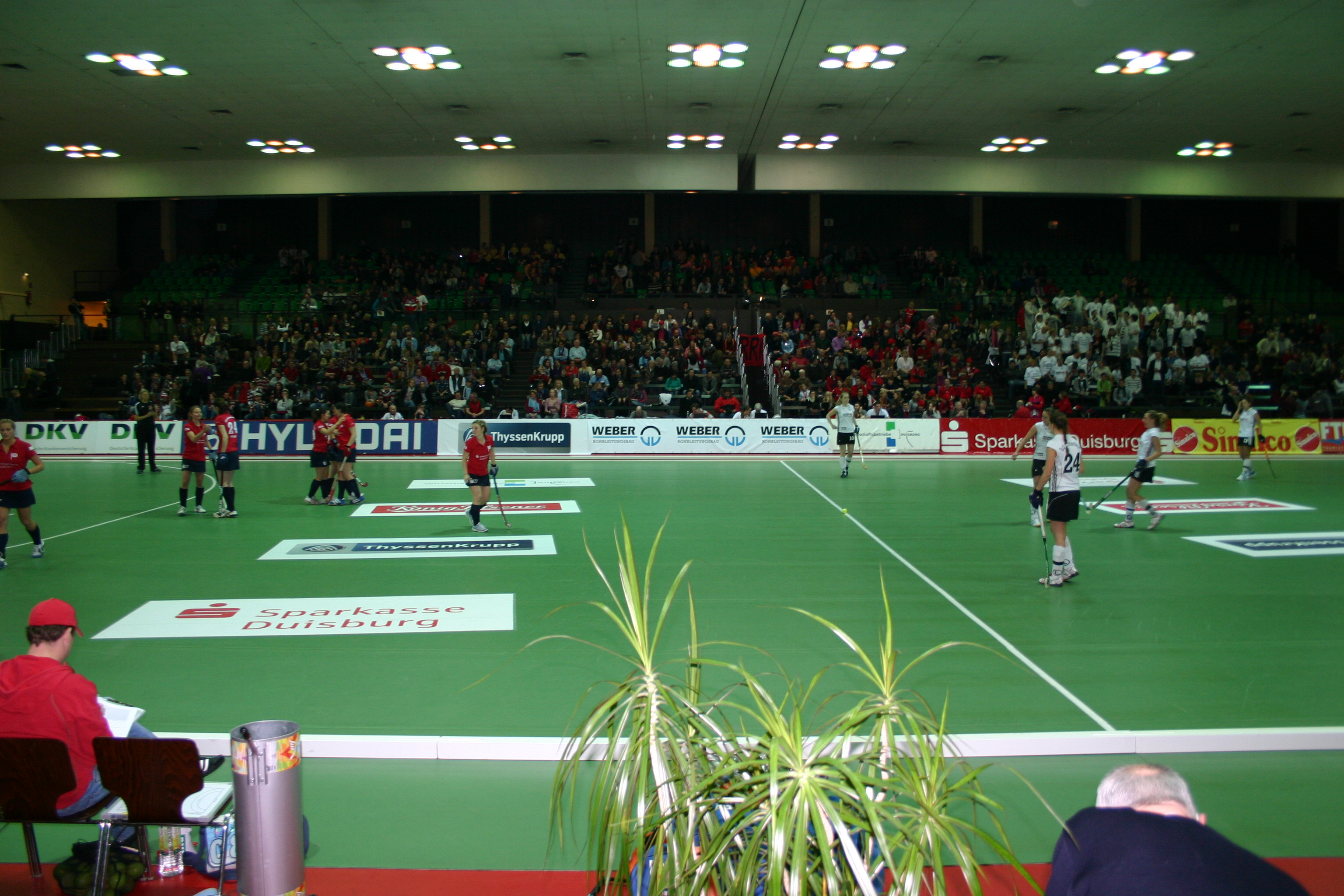
50. Deutsche Hallenhockey Meisterschaft 2011 in Duisburg

Die Hallenhockey-Bundesliga ist die höchste nationale Spielklasse der Damen im deutschen Hallenhockey. Der Spielbetrieb der zur Saison 1982/83 eingeführten Liga wird vom Deutschen Hockey-Bund organisiert.
Seit der Saison 2000/01 gibt es eine viergleisige Bundesliga mit den Gruppen Nord, Ost, Süd und West zu je sechs Mannschaften. Darunter folgen die vier Regionalligen (Süd, West, Ost, Nord). In der Hauptrunde wird in jeder Gruppe eine doppelte Runde (10 Spiele je Team) gespielt. Die zwei besten jeder Gruppe qualifizieren sich für das Viertelfinale um die deutsche Meisterschaft. Die Gruppensieger haben Heimrecht, die Paarungen werden jährlich gewechselt. Die Sieger der Viertelfinale bestreiten die Endrunde, die ebenfalls im K.-o.-System ausgetragen wird. Der Gewinner der Endrunde ist Deutsche Meister und für den EuroHockey Indoor Club Champions Cup startberechtigt. Das letztplatzierte Team jeder Gruppe steigt seit 2022 in die 2. Bundesliga ab, die Meister der vier Gruppen der 2. Bundesliga steigen auf.

## Geschichte
| Saison  | Deutscher Meister seit 1983 |
| ------- | --------------------------- |
| 1982/83 | 1. Hanauer THC              |
| 1983/84 | RTHC Bayer Leverkusen       |
| 1984/85 | Kölner HTC Blau-Weiss       |
| 1985/86 | SC Brandenburg              |
| 1986/87 | RTHC Bayer Leverkusen       |
| 1987/88 | SC Brandenburg              |
| 1988/89 | SC Brandenburg              |
| 1989/90 | Rüsselsheimer RK            |
| 1990/91 | Rüsselsheimer RK            |
| 1991/92 | Berliner HC                 |
| 1992/93 | Rüsselsheimer RK            |
| 1993/94 | Rüsselsheimer RK            |
| 1994/95 | Berliner HC                 |
| 1995/96 | Berliner HC                 |
| 1996/97 | Eintracht Frankfurt         |
| 1997/98 | Rüsselsheimer RK            |
| 1998/99 | Klipper THC                 |
| 1999/00 | Berliner HC                 |
| 2000/01 | Klipper THC                 |
| 2001/02 | Rüsselsheimer RK            |
| 2002/03 | Rüsselsheimer RK            |
| 2003/04 | Rüsselsheimer RK            |
| 2004/05 | Rüsselsheimer RK            |
| 2005/06 | Der Club an der Alster      |
| 2006/07 | Harvestehuder THC           |
| 2007/08 | Der Club an der Alster      |
| 2008/09 | Der Club an der Alster      |
| 2009/10 | TSV Mannheim                |
| 2010/11 | Berliner HC                 |
| 2011/12 | Rot-Weiss Köln              |
| 2012/13 | Berliner HC                 |
| 2013/14 | Uhlenhorster HC             |
| 2014/15 | Düsseldorfer HC             |
| 2015/16 | Mannheimer HC               |
| 2016/17 | Uhlenhorster HC             |
| 2017/18 | Der Club an der Alster      |
| 2018/19 | Düsseldorfer HC             |
| 2019/20 | Der Club an der Alster      |
| 2020/21 | nicht ausgespielt           |
| 2021/22 | Düsseldorfer HC             |
| 2022/23 | Düsseldorfer HC             |
| 2023/24 | Mannheimer HC               |
| 2024/25 | Mannheimer HC               |

→ alle deutschen Hallenmeister
Bis zur Einführung der Bundesliga 1982/83 wurde zur Ermittlung des Deutschen Meisters eine Endrunde mit acht Mannschaften ausgetragen, die sich in vorangehenden Landes- bzw. Regional-Meisterschaften qualifiziert hatten.

### Zwei Gruppen
Die Bundesliga wurde mit zwei Gruppen à acht Teams gestartet. Die beiden Erstplatzierten jeder Gruppe qualifizierten sich für die Endrunde der besten vier Clubs Deutschlands, die in Halbfinal-Spielen (über Kreuz) und Finalspielen den Deutschen Meister und den Drittplatzierten ermittelten. In der neuen Bundesliga starteten im Herbst 1982:
| Gruppe Nord (Schleswig-Holstein, Hamburg, Bremen, Niedersachsen und Nordrhein-Westfalen) | Gruppe Süd (Berlin, Rheinland-Pfalz/Saar, Hessen, Baden-Württemberg und Bayern) |
| - Uhlenhorster HC (1. Regionalliga Nord, Gruppe A) - Großflottbeker THGC (2. Regionalliga Nord, Gruppe A) - Klipper THC (1. Regionalliga Nord, Gruppe B) - Eintracht Braunschweig (2. Regionalliga Nord, Gruppe B) - RTHC Bayer Leverkusen (1. Regionalliga West) - Kölner HTC Blau-Weiss (2. Regionalliga West) - Düsseldorfer HC (3. Regionalliga West) - Rot-Weiss Köln (4. Regionalliga West) | - 1. Hanauer THC (1. Regionalliga Süd) - Eintracht Frankfurt (2. Regionalliga Süd) - Stuttgarter Kickers (3. Regionalliga Süd) - TSG Pasing (4. Regionalliga Süd) - TSV Ludwigsburg (5. Regionalliga Süd) - Rot-Weiß Stuttgart (6. Regionalliga Süd) - SC Brandenburg (1. Regionalliga Berlin) - SC Charlottenburg (2. Regionalliga Berlin) |

Die jeweils Tabellenletzten der beiden Gruppen stiegen in die Regionalliga ab. Die zwei Aufsteiger wurden mittels der Aufstiegsrunden Nord und Süd ermittelt. In der Aufstiegsrunde Nord starteten die beiden Tabellenersten aus der Regionalliga Nord und die beiden Erstplatzierten der Regionalliga West den Aufsteiger zur Bundesliga-Nordstaffel. Die Aufstiegsrunde Süd bildeten die drei besten Teams der Regionalliga Süd sowie der Meister der Regionalliga Berlin.
Bereits nach zwei Spielzeiten kam es zu einer Umstellung der Gruppeneinteilung. Um Reisekosten zu reduzieren, wurden die Berliner Clubs zur Saison 1984/85 der Nordgruppe zugeschlagen, die Vereine aus Nordrhein-Westfalen spielten fortan in der Südgruppe. Sportlich schieden sich während der 80er Jahre das Schicksal der vor Einführung der Bundesliga dominierenden Clubs. Während der damalige siebenmalige Rekordmeister ESV Rot-Weiß Stuttgart zum Ende der Saison 1985/86 aus dem Oberhaus abstieg und bald darauf seine Hockeyabteilung auflöste, konnten der Kölner HTC Blau-Weiss und der RTHC Leverkusen noch ein bzw. zwei Meistertitel erringen. Der SC Brandenburg, in dem heute nur noch Breitensport-Hockey angeboten wird, konnte sich bis 1989 drei Meistertitel in der Bundesliga sichern und gewann auch die erste Austragung des EuroHockey Club Champions Cup.
Nach der Wiedervereinigung wurden die Clubs der DDR in den Spielbetrieb des DHB integriert. Die Regionalliga Berlin wurde 1990/91 zur Regionalliga Ost erweitert und 1992 gelang mit dem ATV Leipzig erstmals einem Club aus den neuen Bundesländern der Aufstieg in die Bundesliga Damen.
In den 1990er Jahren dominierten der Rüsselsheimer RK und der Berliner HC die Liga. Von 1990 bis 1998 konnte die beiden Clubs nur 1997 von Eintracht Frankfurt unterbrochen den Titel unter sich ausmachen.
Zur Saison 1996/97 wurde die Gruppeneinteilung erneut geändert. Die Clubs aus Ostdeutschland, also aus Berlin, Brandenburg, Mecklenburg-Vorpommern, Sachsen, Sachsen-Anhalt und Thüringen, wechselten in die Südgruppe, die Clubs aus Nordrhein-Westfalen in die Nordgruppe. Außerdem wurde die Zahl der Absteiger von ein auf zwei Mannschaften pro Gruppe erhöht und die Aufstiegsrunde zur Bundesliga abgeschafft. Somit stiegen die Meister der Regionalligen ab jetzt direkt ins Oberhaus auf.

### Vier Gruppen
Fünf Jahre später wurde der Modus erneut geändert. Diesmal aber radikal, da der DHB zur Schonung der Nationalspielerinnen eine Reduzierung der Spieltage umsetzen wollte. Seit der Saison 2000/01 gibt es nun vier Gruppen à sechs Teams, wobei die beiden erstplatzierten Clubs jeder Gruppe das Viertelfinale erreichen. In diesem haben die vier Gruppensieger Heimrecht. Die Endrunde der besten vier Mannschaften wurde in gewohnter Weise fortgeführt.
2005 wurde in der Rhein-Ruhr-Halle Duisburg erstmals eine gemeinsame Endrunde der Damen und der Herren ausgetragen. Die Spiele um den dritten Platz entfielen deswegen. In den folgenden Jahren wurde bei gemeinsamen Endrunden ebenso verfahren, im August 2011 wurde das Spiel um Platz 3 schließlich für alle Endrunden gestrichen.
Anfang des neuen Jahrtausends gelang dem Rüsselsheimer RK das Kunststück vier Meisterschaften am Stück zu gewinnen und den ESV Rot-Weiß Stuttgart als Rekordmeister abzulösen, dieser hatte sogar zwischen 1967 und 1971 fünf Titel in Folge geholt. Nach der Saison 2008/09 musste sowohl die Eintracht aus Frankfurt als auch die aus Braunschweig erstmals seit Einführung der Bundesliga absteigen. In der Saison 2009/10 folgte RTHC Leverkusen, und nachdem 2014 auch Klipper THC abstieg, ist nun keins von den Gründungsmitgliedern mehr ununterbrochen erstklassig.

### Einführung der 2. Bundesliga
Der Spielordnungsausschuss des DHB beschloss im Dezember 2019 die Einführung der 2. Bundesliga Damen (Halle) mit vier regionalen Gruppen zu je sechs Mannschaften zur Hallensaison 2021/2022. Aufgrund der COVID-19-Pandemie wurde die Einführung der 2. Bundesliga auf die Saison 2022/2023 verschoben. Mit der Einführung der 2. Bundesliga Damen (Halle) ist das Ligasystem bei Damen und Herren auf DHB-Ebene identisch. Die jeweiligen Regional- und Landesverbände verabschiedeten entsprechende Relegationsregeln zwischen den bisherigen Regionalligen und der jeweiligen Gruppe der 2. Bundesliga.

## Statistik

### Meister seit Einführung der Bundesliga
- 9 Titel: Rüsselsheimer RK (1990, 1991, 1993, 1994, 1998, 2002, 2003, 2004, 2005)
- 6 Titel: Berliner HC (1992, 1995, 1996, 2000, 2011, 2013)
- 5 Titel: Der Club an der Alster (2006, 2008, 2009, 2018, 2020)
- 4 Titel: Düsseldorfer HC (2015, 2019, 2022, 2023)
- 3 Titel: SC Brandenburg (1986, 1988, 1989)
- 3 Titel: Mannheimer HC (2016, 2024, 2025)
- 2 Titel: RTHC Bayer Leverkusen (1984, 1987)
- 2 Titel: Klipper THC (1999, 2001)
- 2 Titel: Uhlenhorster HC (2014, 2017)
- 1 Titel: Kölner HTC Blau-Weiss (1985)
- 1 Titel: 1. Hanauer THC (1983)
- 1 Titel: Harvestehuder THC (2007)
- 1 Titel: Eintracht Frankfurt (1997)
- 1 Titel: TSV Mannheim (2010)
- 1 Titel: Rot-Weiss Köln (2012)

### Meiste Staffelsiege
Zwei Gruppen
- 9× Rüsselsheimer RK
- 8× SC Brandenburg
- 7× Berliner HC
- 5× RTHC Bayer Leverkusen
- 2× Kölner HTC Blau-Weiss
- 2× Klipper THC
- 1× Eintracht Frankfurt
- 1× Eintracht Braunschweig
- 1× Rot-Weiss Köln

Vier Gruppen
- 15× Berliner HC
- 8× Rot-Weiss Köln
- 9× Club an der Alster
- 7× Rüsselsheimer RK
- 5× TSV Mannheim
- 4× Düsseldorfer HC
- 2× Eintracht Braunschweig
- 2× RTHC Bayer Leverkusen
- 2× Harvestehuder THC
- 2× Mannheimer HC
- je 1× Eintracht Frankfurt, Kölner HTC Blau-Weiss, Klipper THC, Münchner SC, TuS Lichterfelde, Uhlenhorst Mülheim, Uhlenhorster HC, Großflottbeker THGC

### Tor-Statistiken
- meiste Tore pro Spiel in einer Saison (Vorrunde): Berliner HC 14,0 (2007)
- wenigste Tore pro Spiel in einer Saison (Vorrunde): Crefelder HTC 1,2 (2009, 2018), Eintracht Braunschweig (2018)
- meiste Gegentore pro Spiel in einer Saison (Vorrunde): Berliner SC 16,5 (2003)
- wenigste Gegentore pro Spiel in einer Saison (Vorrunde): Der Club an der Alster 1,7 (2018)